# Fiu al Franței

Coroana Fiilor Franței.

Fiu al Franței (franceză Fils de France) este un titlu și rang deținut de fiii monarhului Franței. O fiică deținea titlul de fille de France (fiică a Franței). 
Copiii Delfinului, care era moștenitorul regelui, dețineau, de asemenea, acest titlu și statut.

## Monsieur le Dauphin
Aceasta era forma de adresare pentru Delfin. Titlul de dauphin de France era folosit pentru moștenitorul tronului Franței din 1350 până în 1791 și din 1824 până în 1830.
- Ludovic al Franței (1661–1711), singurul fiu supraviețuitor al regelui Ludovic al XIV-lea (1638–1715); de obicei la curte i se adreau cu eticheta Monseigneur (vezi detalii mai jos) sau informal le Grand Dauphin.[2]
- Ludovic al Franței, (1682–1712), fiu al precedentului, care a devenit Delfin  în 1711 și căruia i se spunea le Petit Dauphin.[2]

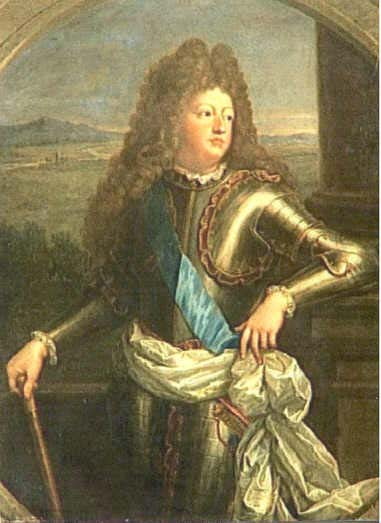
Ludovic al Franţei, numit le Grand Dauphin, oficial cunoscut la curte Monseigneur.
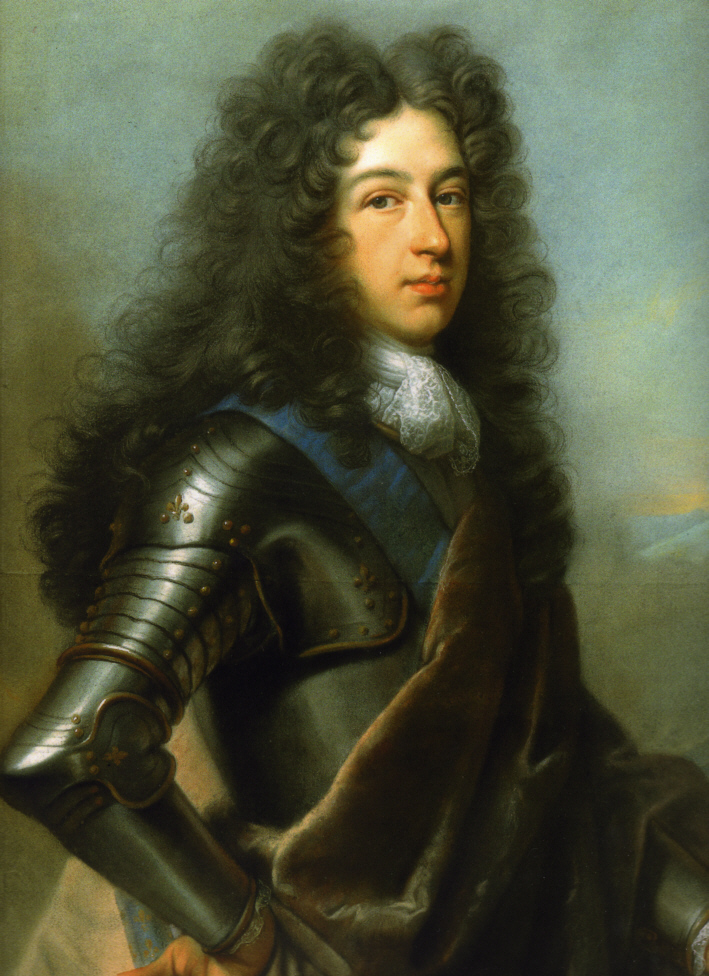
le Petit Dauphin, fiu al Monseigneur, le Grand Dauphin
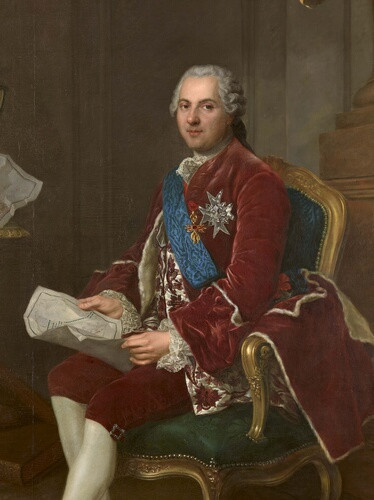
Ludovic al Franţei - Delfin al lui Ludovic al  XV

### Monseigneur
Aceasta era un alt mod de adresare pentru Le Grand Dauphin, singurul fiu legitim al lui Ludovic al XIV-lea. După moartea lui le Grand Dauphin, moștenitorul tronului Franței pentru o jumătate de secol, titlul de Monseigneur n-a mai fost folosit. Titlurile folosite de fiii săi erau:
- Monseigneur le Duc de Bourgogne
- Monseigneur le Duc d'Anjou
- Monseigneur le Duc de Berry